# ویدارا
ویدارا (به انگلیسی: Vdara) یک هتل در شهر لاس وگاس در آمریکا است.
این هتل در سیتی سنتر لاس وگاس قرار دارد و در زمان توسعه آن ساخته شد. این هتل بصورت هتل کاندومینیوم (آپارتمان) می‌باشد و کازینو ندارد.

## نگارخانه

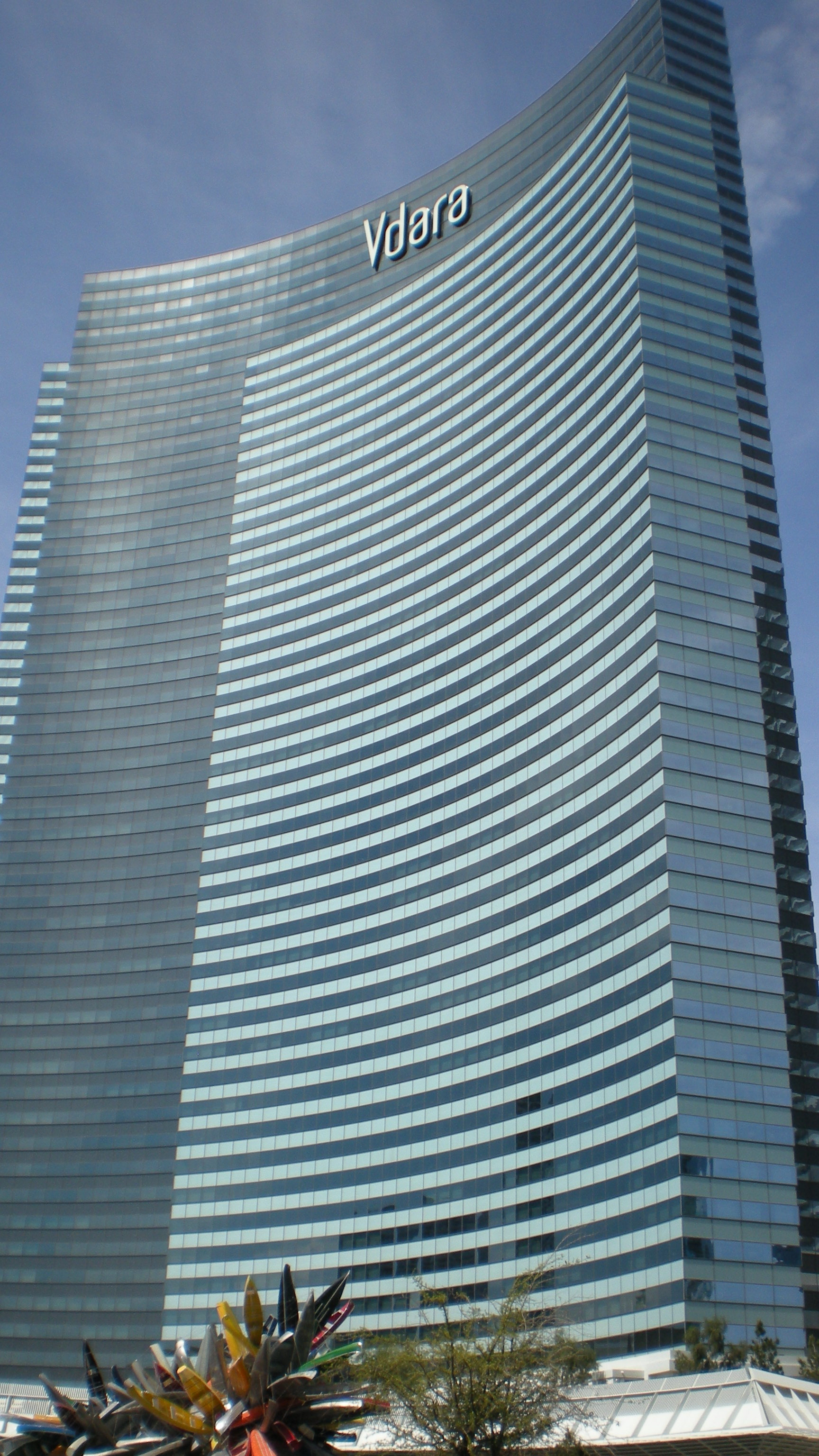
Looking up at the Vdara
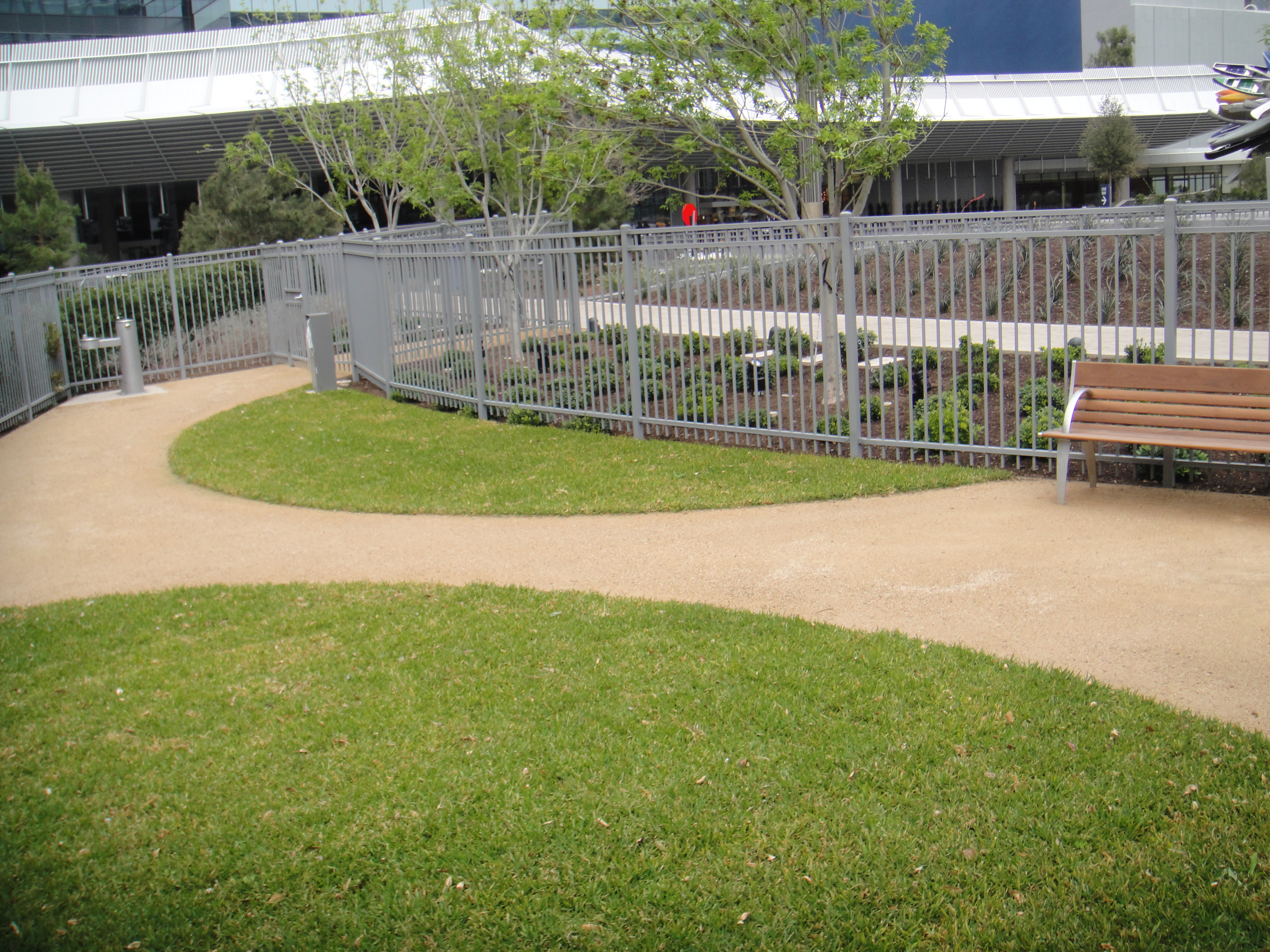
Dog run for guest outside the hotel.
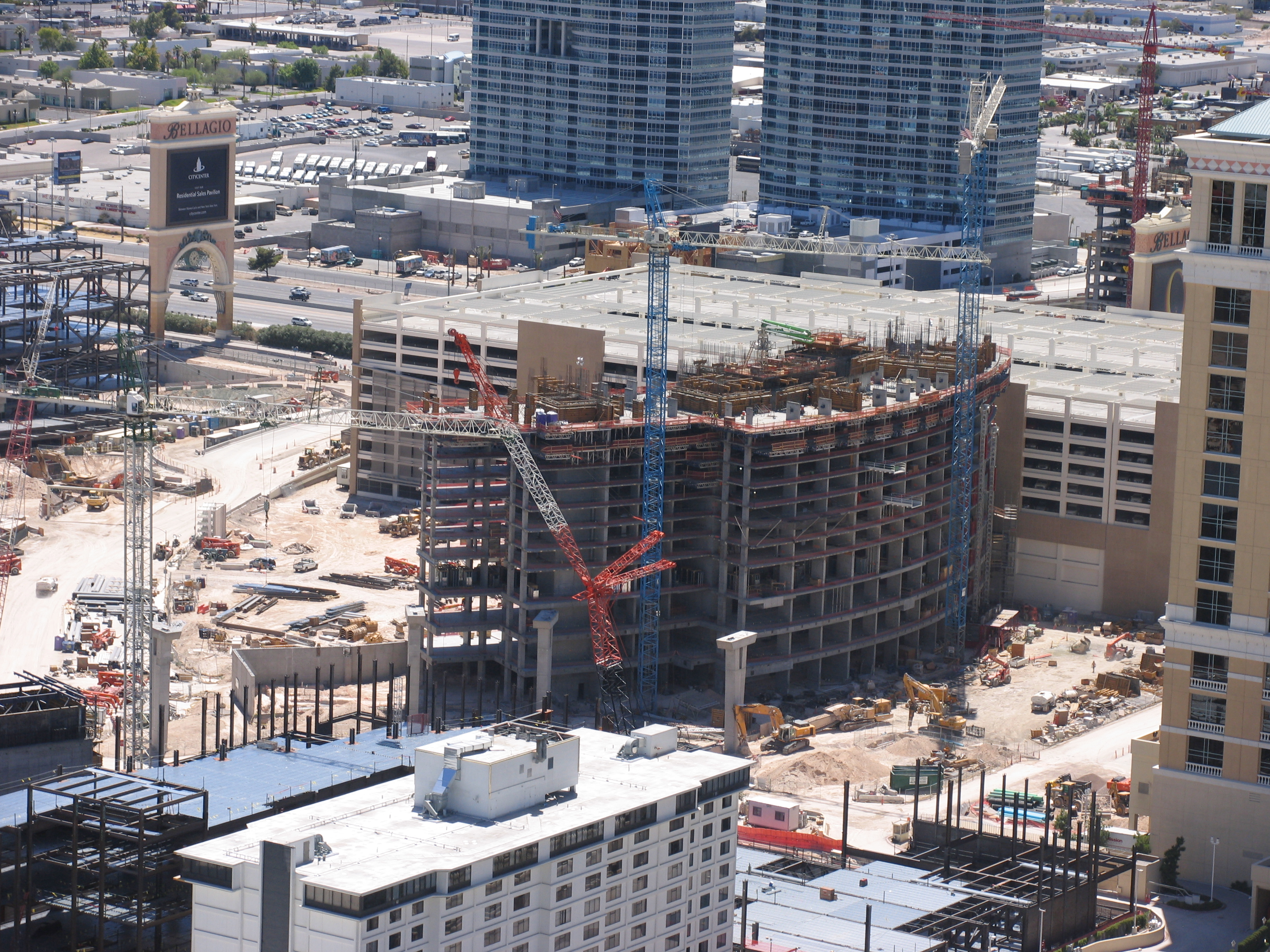
Construction progress in June 2007.
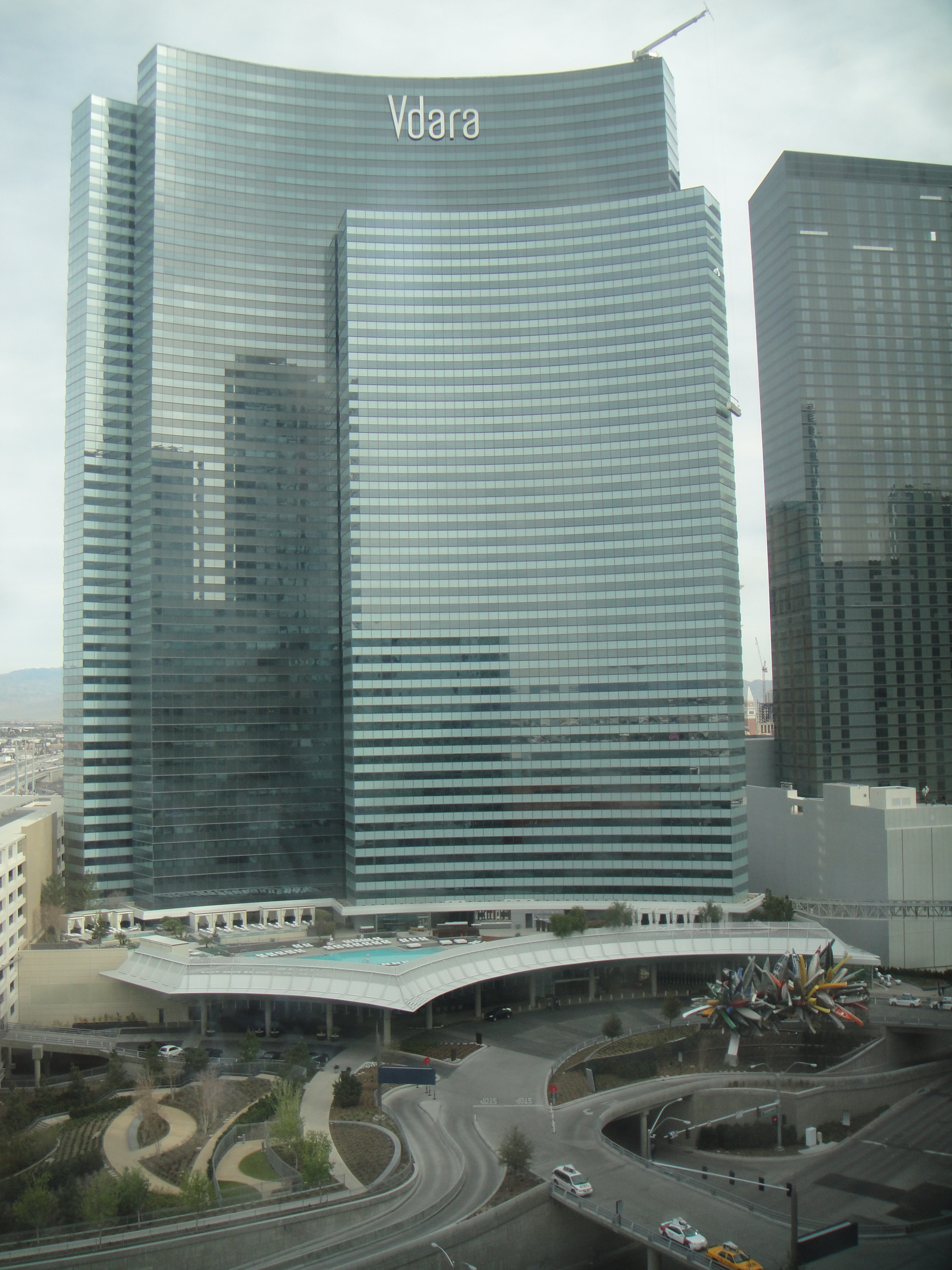